# Indo (manzana)
Indo es una variedad cultivar de manzano (Malus domestica). 
Un híbrido de manzana del cruce de 'White Winter Pearmain' x polen del Parental-Padre desconocido. Originado en Japón. Se describió, y se registró en 1930. Los frutos tienen una pulpa firme, de color amarillo verdoso, muy dulce.

## Historia
'Indo' es una variedad de manzana, híbrido del cruce de 'Ralls Janet' x 'White Winter Pearmain' x polen del Parental-Padre desconocido. Originado en Japón. Se describió, y se registró en 1930.
'Indo' está cultivada en diversos bancos de germoplasma de cultivos vivos tales como en National Fruit Collection (Colección Nacional de Fruta) de Reino Unido con el número de accesión: 1967-089 y Nombre Accesión : Indo.

## Características
'Indo' árbol de extensión erguida, de vigor moderadamente vigoroso, portador de espuela. Tiene un tiempo de floración que comienza a partir del 5 de mayo con el 10% de floración, para el 9 de mayo tiene una floración completa (80%), y para el 17 de mayo tiene un 90% caída de pétalos.
'Indo' tiene una talla de fruto de medio a grande; forma truncado cónica con tendencia a cónica, con altura 50.00mm y anchura 55.00mm; con nervaduras de débiles a medias, y corona de fuerte a muy fuerte; epidermis con color de fondo es amarillo blanquecino, con un sobre color marrón, importancia del sobre color muy bajo, y patrón del sobre color rayas / lavado, presentando un rubor rojo pardusco que cubre las tres cuartas partes de la superficie, las lenticelas blanquecinas son abundantes, aunque apenas visibles en el lado sombreado, "russeting" (pardeamiento áspero superficial que presentan algunas variedades) bajo; cáliz pequeño y ligeramente abierto, ubicado en una cuenca poco profunda y ligeramente estriada; pedúnculo largo y delgado, colocado en una cavidad en forma de embudo; carne de color amarillo verdoso y su jugosidad va de seca a media, muy dulce, pero sin sabor.
Su tiempo de recogida de cosecha se inicia a mediados de octubre. Se mantiene bien durante tres meses en cámara frigorífica.

## Progenie
'Indo' es el Parental-Madre de la variedades cultivares de manzana:
- Shin Indo

'Indo' es el Parental-Padre de la variedades cultivares de manzana:
- Korei
- Golden Melon
- Amanishiki
- Mutsu

## Usos
Una excelente manzana para comer en postre de mesa.

## Ploidismo
Diploide, auto estéril. Grupo de polinización: C, Día 9.